# Cathédrale de Pouzzoles
La cathédrale de Pouzzoles est une église catholique romaine de Pouzzoles, en Italie. Il s'agit de la cathédrale du diocèse de Pouzzoles.